# Telijînți, Stara Sîneava
Telijînți (în ucraineană Теліжинці) este un sat în așezarea urbană Stara Sîneava din regiunea Hmelnîțkîi, Ucraina.

## Demografie
Componența lingvistică a localității Telijînți
     Ucraineană (99,57%)
     Alte limbi (0,43%)
Conform recensământului din 2001, majoritatea populației localității Telijînți era vorbitoare de ucraineană (99,57%), existând în minoritate și vorbitori de alte limbi.